# Adrovicz Attila
Adrovicz Attila (Budapest, 1966. április 8. –) olimpiai ezüstérmes, magyar kajakozó.
1978-ban kezdett kajakozni az Újpesti Dózsában. 1988-ig edzője Sóti István volt. 1984-ben állhatott először dobogóra a magyar bajnokságon. 1986-ban a világbajnokságon második lett K2 500 méteren (Rajna András), ötödik K4 500 méteren (Gyulay Zsolt, Fidel László, Kovács). A következő évben a vb hatodik helyezést ért el K4 500 méteren (Pető, Lőrinczy, Rajna).
1988-tól Fábián László vette át az edzései irányítását. 1989-ben vb bronzérmes lett K2 1000 méteren (Berkes Zoltán) és ötödik K4 500 méteren (Rajna, Schneider Imre, Petrovics Béla). 1991-ben K4 500 méteren második volt a vb-n (Fidel, Ádám Attila, Ábrahám Attila). 1993-ban a világbajnokságon negyedik volt K2 500 méteren (Rajna). A következő évben a vb-n K4 200 méteren (Hegedűs Róbert, Rajna, Gyulay) negyedik, K2 500 méteren (Rajna) második volt. Az 1995-ös világbajnokságon K4 500 méteren (Bártfay Krisztián, Rajna, Ábrahám) negyedik helyen ért célba. Az 1996-os olimpián K4 1000 méteren (Csipes Ferenc, Rajna, Horváth Gábor) ezüstérmes lett.
Az olimpia után befejezte sportpályafutását. 1997-ben az UTE kajak-kenu szakosztály-igazgatója lett. 1998-ban a Magyar Kajak-kenu Szövetség elnökség tagja lett. 2004-től a Dél-afrikai Köztársaságban edző.

## Díjai, elismerései
- Magyar Köztársasági Arany Érdemkereszt (1996)